# باقر کرد
باقر کرد (زادهٔ ۱۳۳۴ در خاش) نمایندهٔ اصلاح طلب و از لیست جبهه مشارکت از حوزهٔ انتخابیهٔ زاهدان در دورهٔ ششم مجلس شورای اسلامی بوده‌است.